# Živko Gospodinov
Živko Gospodinov Gospodinov (in bulgaro Живко Господинов?; Vladimirovo, 6 settembre 1957 – Varna, 4 maggio 2015) è stato un calciatore bulgaro, di ruolo attaccante.
È scomparso nel 2015 all'età di 57 anni dopo una lunga malattia.

## Carriera
Ha disputato con la Nazionale bulgara il Campionato mondiale di calcio 1986, scendendo in campo in 3 dei 4 incontri disputati.